# 武東堡
武東堡，是台灣中部自清治時期至日治初期的一個行政區劃，其範圍包括今彰化縣的員林市南部、社頭鄉中東部、田中鎮東部，及南投縣的名間鄉西部、南投市西端。
武東堡西邊為武西堡，北邊為燕霧下堡，東北邊為貓羅堡，東邊為南投堡，東南邊為沙連下堡，南邊為東螺東堡。

## 管轄街庄
武東堡共轄25個庄：
- 今員林市境內：番仔崙庄、湖水坑庄、萬年庄、大饒庄、柴頭井庄
- 今社頭鄉境內：枋橋頭庄、湳雅庄、石頭公庄、許厝藔庄、舊社庄、社頭庄、崙雅庄
- 今田中鎮境內：田中央庄、大紅毛社庄、普興庄、內灣庄、卓乃潭庄、大平庄
- 今名間鄉境內：廍下庄、皮仔藔庄、赤水庄、弓鞋庄、松柏坑庄、頂新厝庄
- 今南投市境內：樟普寮、施厝坪庄